# Зутер, Коринн
Ко́ринн Зу́тер (нем. Corinne Suter; род. 28 сентября 1994, Швиц) — швейцарская горнолыжница, олимпийская чемпионка 2022 года в скоростном спуске, чемпионка мира 2021 года в скоростном спуске. Специализируется в скоростных дисциплинах.

## Карьера
Зутер родилась в Швице, дебютировала на международных соревнованиях 17 ноября 2009 года, участвуя в слаломе. Дебют на Кубке Европы пришёлся на 19 января 2010 года в Санкт-Морице, где Коринн заняла 53-е место в скоростном спуске, а в Кубке мира первая гонка случилась 26 ноября 2011 года в гигантском слаломе в Аспене.
В Квебеке в 2013 году на юношеском чемпионате мира получила серебряную медаль в супергиганте. Ещё три медали выиграла на мировом первенстве среди юниоров в 2014 году: золото в скоростном спуске и супергиганте и серебро в командном зачете.
Дебютировала на чемпионате мира в Санкт-Морице в 2017 году, где заняла 18-е место в скоростном спуске и 12-е место в супергиганте.
На зимних Олимпийских играх в Пхёнчхане в 2018 году финишировала 6-й в скоростном спуске (лучшая среди швейцарок) и 17-й в супергиганте.
На чемпионате мира 2019 года в Оре 24-летняя Зутер завоевала бронзовую медаль в супергиганте, уступив чемпионке Микаэле Шиффрин всего 0,05 секунды. Спустя пять дней завоевала серебро в скоростном спуске, уступив 0,23 сек только Илке Штухец. Зутер выиграла две медали чемпионата мира, хотя к том у моменту ни разу не попадала в тройку лучших на этапах Кубка мира.
23 февраля 2019 года впервые в карьере стала призёром этапа Кубка мира, заняв третье место в скоростном спуске в Кран-Монтане.
11 января 2020 года в австрийском Альтенмаркте выиграла свой первый в карьере этап Кубка мира, победив в скоростном спуске. 9 февраля 2020 года выиграла супергигант в немецком Гармиш-Партенкирхене. Зутер выиграла зачёт скоростного спуска и супергиганта в Кубке мира 2019/20, который был досрочно завершён из-за пандемии Covid-19. В общем зачёте Зутер стала четвёртой.
18 декабря 2020 года выиграла скоростной спуск во французском Валь-д’Изере. 19 и 20 декабря там же дважды была второй в скоростном спуске и супергиганте соответственно.
11 февраля 2021 года завоевала серебро в супергиганте на чемпионате мира в Кортине-д’Ампеццо, уступив только Ларе Гут-Бехрами. 13 февраля стала чемпионкой мира в скоростном спуске, опередив на 0,20 сек Киру Вайдле. Последний раз швейцарки выигрывали скоростной спуск на чемпионатах мира в 1989 году.
26, 27 и 28 февраля 2021 года трижды поднималась на подиум на этапе Кубка мира в итальянской Валь-ди-Фассе: в первые два дня в скоростном спуске, а затем в супергиганте.
На Олимпийских играх 2022 года выиграла золото в скоростном спуске, опередив на 0,16 сек итальянку Софию Годжу. Зутер стала шестой в истории швейцаркой, выигравшей скоростной спуск на Олимпийских играх.
В феврале 2023 года на чемпионате мира в Мерибеле завоевала бронзу в скоростном спуске, уступив 0,12 сек чемпионке Ясмин Флури. Эта медаль стала для Зутер пятой на чемпионатах мира, в том числе третьей в скоростном спуске.

## Выступления на крупнейших соревнованиях

### Олимпийские игры
| Олимпийские игры | Скоростной спуск | Супергигант | Гигантский слалом | Слалом | Комбинация | Команды |
| ---------------- | ---------------- | ----------- | ----------------- | ------ | ---------- | ------- |
| 2018 Пхёнчхан    | 6                | 17          | —                 | —      | —          | —       |
| 2022 Пекин       | 1                | 13          | —                 | —      | —          | —       |

### Чемпионаты мира
| Чемпионат мира         | Скоростной спуск | Супергигант | Гигантский слалом | Слалом | Комбинация | Команды | Паралл. гигантский слалом |
| ---------------------- | ---------------- | ----------- | ----------------- | ------ | ---------- | ------- | ------------------------- |
| 2017 Санкт-Мориц       | 18               | 12          | —                 | —      | —          | —       | н/д                       |
| 2019 Оре               | 2                | 3           | —                 | —      | DNS SL     | —       | н/д                       |
| 2021 Кортина-д’Ампеццо | 1                | 2           | —                 | —      | —          | —       | —                         |
| 2023 Мерибель          | 3                | 20          | —                 | —      | —          | —       | —                         |
| 2025 Зальбах           | 7                | 14          | —                 | —      | 7          | —       | н/д                       |

### Кубок мира

#### Зачёты дисциплин
- Скоростной спуск — 2019/20
- Супергигант — 2019/20

#### Подиумы на этапах Кубка мира (26)
5 побед (скоростной спуск — 3, супергигант — 2)

26 подиума (скоростной спуск — 17, супергигант — 9)
| №  | Сезон   | Дата        | Место проведения    | Дисциплина       | Место |
| -- | ------- | ----------- | ------------------- | ---------------- | ----- |
| 1  | 2018/19 | 23 фев 2019 | Кран-Монтана        | Скоростной спуск | 3     |
| 2  | 2018/19 | 13 мар 2019 | Сольдеу             | Скоростной спуск | 3     |
| 3  | 2019/20 | 6 дек 2019  | Лейк-Луиз           | Скоростной спуск | 2     |
| 4  | 2019/20 | 8 дек 2019  | Лейк-Луиз           | Супергигант      | 3     |
| 5  | 2019/20 | 11 янв 2020 | Альтенмаркт         | Скоростной спуск | 1     |
| 6  | 2019/20 | 9 фев 2020  | Гармиш-Партенкирхен | Супергигант      | 1     |
| 7  | 2019/20 | 21 фев 2020 | Кран-Монтана        | Скоростной спуск | 2     |
| 8  | 2019/20 | 22 фев 2020 | Кран-Монтана        | Скоростной спуск | 2     |
| 9  | 2019/20 | 29 фев 2020 | Ла-Тюиль            | Супергигант      | 3     |
| 10 | 2020/21 | 18 дек 2020 | Валь-д’Изер         | Скоростной спуск | 1     |
| 11 | 2020/21 | 19 дек 2020 | Валь-д’Изер         | Скоростной спуск | 2     |
| 12 | 2020/21 | 20 дек 2020 | Валь-д’Изер         | Супергигант      | 2     |
| 13 | 2020/21 | 10 янв 2021 | Санкт-Антон         | Супергигант      | 3     |
| 14 | 2020/21 | 26 фев 2021 | Валь-ди-Фасса       | Скоростной спуск | 3     |
| 15 | 2020/21 | 27 фев 2021 | Валь-ди-Фасса       | Скоростной спуск | 2     |
| 16 | 2020/21 | 28 фев 2021 | Валь-ди-Фасса       | Супергигант      | 3     |
| 17 | 2021/22 | 4 дек 2021  | Лейк-Луиз           | Скоростной спуск | 3     |
| 18 | 2021/22 | 16 янв 2022 | Цаухензе            | Супергигант      | 2     |
| 19 | 2021/22 | 29 янв 2022 | Гармиш-Партенкирхен | Скоростной спуск | 1     |
| 20 | 2022/23 | 2 дек 2022  | Лейк-Луиз           | Скоростной спуск | 2     |
| 21 | 2022/23 | 3 дек 2022  | Лейк-Луиз           | Скоростной спуск | 3     |
| 22 | 2022/23 | 4 дек 2022  | Лейк-Луиз           | Супергигант      | 1     |
| 23 | 2022/23 | 16 дек 2022 | Санкт-Мориц         | Скоростной спуск | 3     |
| 24 | 2022/23 | 4 мар 2023  | Квитфьелль          | Скоростной спуск | 3     |
| 25 | 2024/25 | 19 янв 2025 | Кортина-д’Ампеццо   | Супергигант      | 3     |
| 26 | 2024/25 | 25 янв 2025 | Гармиш-Партенкирхен | Скоростной спуск | 3     |